# Czittamatra

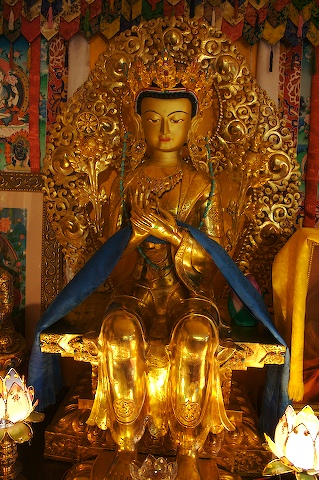
Posąg przedstawiający bodhisattwę Majtreję nauczającego traktatów o naturze buddy.

Czittamatra – doktryna „tylko umysłu” w buddyzmie wywodząca się od przekazu nauk o naturze buddy Maitrei przekazanego przez Asangę (Indie, IV w.n.e) oraz rozpowszechnionego przez Vasubandhu (Indie, IV). Główna obecnie występująca doktryna mahajany obok madhjamaki, przekazu „Środkowej Ścieżki”. Termin czittamatra oznaczający z sanskrytu „Tylko Umysł” odnosi się do istnienia samoświadomego i samorozświetlającego się umysłu wolnego od dualizmu postrzegającego i postrzeganego aspektu doświadczania, który możliwy jest do urzeczywistnienia bezpośrednio w czasie praktyki buddyjskiej. Niniejszy artykuł dotyczy również doktryny jogaczara przekazu nauk o naturze buddy.

## Historia
Czittamatra powstała na bazie nauk o naturze buddy. Za początek przekazu o naturze buddy zainicjowanego przez Buddę Siakjamuniego w tzw. Trzecim Obrocie Kołem Dharmy, uważa się ukazanie traktatów spisanych przez Asangę wyróżniających się od dotychczasowych dzieł myśli buddyjskiej. Wśród owych traktatów w łącznej liczbie 5 siastr, dwie siastry Rozróżniając Zjawiska i Czystą Istotę oraz Uttara-tantra-shastra zaginęły by wiele wieków potem być odkryte przez Majtripę. Vasubandhu spopularyzował przekaz wkomponowując go pomiędzy najbardziej uznawane ówcześnie dzieła madhjamaki. Włączając okres Vasubandhu, pojawiły się trzy główne nurty w rozwoju przekazu:
| 1. oryginalny przekaz nauk o naturze buddy autorstwa Majtrei spisany przez Asangę i spopularyzowany przez Vasubandhu, zwany w niniejszym artykule „jogaczarą”, 2. późniejsza interpretacja przekazu nauczana m.in. przez Dharmapalę (530–561 r. n.e.), Sthiramati, Gunamati, zwana jako czittamatra – doktryna „tylko umysłu”, 3. rozwój przekazu jako epistemologii na bazie działalności uczonych Dignaga (480 – 540 r. n.e.) i Dharmakirti (VII w.n.e.), która została przyjęta powszechnie w buddyzmie. |

Oryginalny przekaz łączono również z przekazami madhjamaka w ramach np. interpretacji jogaczara-swatantrika-madhjamaka przez uczonego Śāntarakṣita (ok. VIII w n.e.). Tym niemniej nie przechowały się jednoznaczne dzieła o konflikcie nauk przekazu Asangi z madhjamaką, dopóki nie powstała polemika uczonego Bhavaviveka (500–578 r. n.e.), który podjął krytyce interpretację „tylko umysłu” Gunamatiego jako czittamatry w ramach analiz madhjamaki.
W Tybecie początkowo nauczano jogaczara-swatantrika-madhjamaki i przejęto później epistemologię Dharmakirtiego o prawomocynym poznawaniu (tybetańska nazwa Lorik) jako wiedzę z sutr. Po syntezie buddyzmu dokonanego przez Tsongkhapę (1357–1419 r. n.e.) epistemologię ową przejęto do systemu prasangiki na bazie Czandrakirtiego, a przekaz „tylko umysłu” posłużył dla celów interpretacji prasangiki jako najbardziej precyzyjnej doktryny. Szkoła „tylko umysłu” ponadto użyteczna jest w buddyzmie tybetańskim do rozróżniania etapów w stopniowych medytacjach na „pustość” (siunjata), gdzie znajduje się ona pomiędzy poglądem sautrantika a madhjamaka. Oryginalny przekaz Asangi wraz z pięcioma siastrami nie był w Tybecie tak popularny i rozbudowany jak w Indiach, choć był nauczany jako uzupełnienie nauk tantr np. tantry Hewadżra, a w szczególności teorii mahamudry przekazu Majtripy. Dolpopa Sherab Gyaltsen (1292–1361 r. n.e.) dokonał na podstawie zachowanych w Tybecie dzieł próby całkowitego połączenia oryginalnego przekazu z madhjamaką w jedną całość w ramach doktryny szentong.

## Podstawowe założenia teorii czittamatry
Czittamatra zakłada następujące podstawowe prawdy na temat istnienia rzeczywistości:
- ostatecznie nie można wykazać dualizmu np. pomiędzy tzw. materią, a umysłem albo pomiędzy postrzegającym a postrzeganym aspektem doświadczania, ponieważ aspekty te, gdyby miały odmienną naturę, nie mogłyby dojść do kontaktu ze sobą
- wszystko ostatecznie przejawia się jako projekcje umysłu powstające z nawykowych skłonności kumulowanych we wszechpodstawie (alajawidżniana), jednak nie jest ona rozumiana też jako indywidualne „ja”, gdyż za takie subiektywne rozumienie odpowiadałby „zgrubny” aspekt świadomości klesia (Poziom 7, świadomość manas)
- wyróżnia się trzy aspekty opisujące doświadczanie rzeczywistości według czittamatry: (1) aspekt wyobrażony, odnoszący się do nazw przypisywanych na dualistyczne obiekty umysłu i omylnie doświadczanie tych nazw jako obiektów, (2) aspekt zależny, odnoszący się do obiektów umysłu samych w sobie, czyli tworów wszechpodstawy umysłu alajawidżniany, (3) aspekt doskonale obecny, odnoszący się do prawdziwej natury obiektów mentalnych jako samoświadomej, samorozświetlającej się świadomości wolnej od postrzegającego i postrzeganego aspektu doświadczania. Aspekt wyobrażony i zależny odnosi się do prawdy relatywnej, aspekt doskonale obecny odnosi się do prawdy ostatecznej.
- w celu udowodnienia subiektywności rzeczywistości stosuje się przykłady postrzegania rzeczywistości przez różne istoty, jako dualistycznego wytworu ich umysłów, pomimo że rzeczywistość jest ostatecznie taka sama, np. człowiek postrzega całkowicie inaczej niż ryba, dla człowieka dzban wody może być tylko naczyniem do picia, a dla ryby może być zawsze całym jej światem
- w celu udowodnienia subiektywności rzeczywistości stosuje się przykład doświadczania snu jako wytworu umysłu jako analogii dla „jawy” jako wytworu umysłu, np. w czasie śnienia można postrzegać sen jako wiarygodną rzeczywistość z takim samym dualistycznym doświadczaniem jak na „jawie”, tzn. uczucia szczęścia bądź cierpień mogą być takie same jak na „jawie”
- ostatecznie istnieje samoświadomy i samorozświetlający się umysł wolny od dualizmu postrzegającego i postrzeganego aspektu doświadczania, możliwy do urzeczywistnienia bezpośrednio w czasie praktyki buddyjskiej

## Osiem poziomów Umysłu według czittamatry
Umysł według czittamatry dzieli się na osiem poziomów świadomości.
Pierwszych sześć poziomów to „korzenie”, świadomości zmysłów tj. widzenia, słyszenia, smakowania, wąchania, dotykania i myślenia. Do świadomości tych zalicza się poszczególne narządy, przedmioty zmysłów i same zmysły. Np. oko – przedmiot widzenia – wzrok albo – mózg – myśli – proces myślenia. Te 6 zdolności tworzą ciało-umysł, który rodzi się i umiera – jednostkową świadomość. Oprócz tego istnieją 2 wyższe poziomy świadomości, które nie znikają wraz ze śmiercią. (zobacz: ajatana)
Poziom 7 Umysłu to świadomość manas, inaczej zwana świadomością kleśa. Jest to świadomość bezpośrednia manifestująca nieprzerwane doświadczanie zgodnie z prawem przyczynowo-skutkowym karma, które jednak poprzez nawykowe skłonności i splamienia sprawia wrażenie nieprzerwanego dualistycznego postrzegania świata i odrębnej od niego tożsamości „ja”.
Ósmy poziom Umysłu to alajawidżniana, wszechpodstawa dla pozostałych poziomów świadomości. Jest to magazyn wszystkich doświadczeń, miejsce w którym są gromadzone wszelkie wzorce działań, nawyki, tożsamości i splamienia. Poziom dzięki któremu rozwija się karma doświadczana indywidualnie, bądź wspólnie.
Alajawidżniana (sanskryt: ālaya vijñāna, transliteracja Wyliego: rnam-shes) według nauk czittamatry może jednak być oczyszczona ze wszystkich nawykowych skłonności i splamień. W pełni odkryty wtedy będzie „samoświadomy i samorozświetlający się Umysł wolny od dualizmu doświadczenia i doświadczającego”, potocznie zwany naturą umysłu i zarazem naturą rzeczywistości.
Poczucie tego „dualizmu subiekt-obiekt” stwarzają przykrywające tę naturę, zgromadzone indywidualnie zgodnie z prawem przyczynowo-skutkowym karma, nawykowe skłonności i splamienia. To zgrubne poziomy świadomości, które zanikają całkowicie w czasie procesu śmierci. Jednak dalej „reinkarnują” się te najsubtelniejsze, umożliwiając w bardo, jak i w kolejnym odrodzeniu powrót do nawykowych sił. Teksty buddyjskie przyrównują zgrubne poziomy świadomości do fal oceanu, najsubtelniejsze do głębin a „samoświadomy i samorozświetlający się Umysł wolny od dualizmu doświadczenia i doświadczającego” do wody oceanu. Pojedyncze fale pojawiają się i znikają, niekiedy uchodząc w głębiny, a niekiedy można je wyodrębnić (śmierć, bardo i kolejne odrodzenie), ale przez cały czas pozostają częścią wody oceanu.
Vasubandhu: „Bezustanny ruch, jak pęd wodospadu: nasienie wywołuje obecne działanie, obecne działanie kształtuje nasiono, trójkąt się zamyka, przyczyna i skutek są jednym!”.

## Przekaz nauk o naturze buddy a czittamatra
Podstawą nauk o naturze buddy, na których później oparto czittamatrę, są następujące główne traktaty Asangi pod wpływem nauk Maitrei:
- Ozdoba dla Sutr Mahajany (skt. Mahāyāna-sūtrālamkāra-kārikā, tyb. theg pa chen po’i mdo sde’i rgyan)
- Rozróżniając Zjawiska i Czystą Istotę (skt. Dharma-dharmatā-vibhāga, tyb. chos dang chos nyid rnam par 'byed pa)
- Rozróżniając Środek i Skrajności (skt. Madhyānta-vibhāga-kārikā, tyb. dbus dang mtha’ rnam par 'byed pa)
- Ozdoba dla Czystej Realizacji (skt. Abhisamaya-alamkāra, tyb. mngon par rtogs pa’i rgyan)
- Wspaniała Kontynuacja Wielkiej Drogi (skt. Ratna-gotra-vibhāga, znana także jako Uttara-tantra-shastra, tyb. theg pa chen po rgyud bla ma’i bstan)

Przekaz nauk o naturze buddy, szczególnie jeśli rozpatrzy się „pięć siastr”, jest kompleksowym systemem zawierającym cały zakres nauk buddy. System ten rozwijał się po tym jak ugruntowano w Indiach system „Środkowej Ścieżki” od Mandziuśriego i Nagardżuny.
Rozwijał się jako dopełnienie rozwoju buddyzmu. W odpowiedzi na ówczesne trendy negowania wszelkich „skrajności” odchodzenia ze „środkowej ścieżki” zrozumienia siunjaty, system podkreślał potrzebę opisów na temat siunjaty jako natury buddy, która dzięki praktyce jogi (stąd nazwa jogaczara, tłum. praktyka jogi) rozwija wszelkie właściwości oświecenia.
W odróżnieniu od tego znaczenie czittamatry, szkoły „tylko umysłu” na bazie tego przekazu Asangi można wykazać, że jest tylko swoistą interpretacją. Jak dowodzą cytaty dzieł Asangi i Vasubhandu, istnienie ostatecznie „tylko umysłu” jest negowane. Siastra Majtrei Ozdoba Sutr Mahajany (sanskryt: Mahayanasutralankara) opisuje:
| (Dzięki) umysłowi jest świadomość, że nie ma niczego innego od umysłu. Wtedy realizuje się, że umysł takowoż również nie istnieje. Mędrzec świadom, że obydwa nie istnieją spoczywa w rozległości dharm w których są one nieobecne... ...Ani istniejące, ani nieistniejące, oba owe, lub żadne z nich, Nie pojawiające czy znikające, nie powiększające się czy zmniejszające się, Ani oczyszczane, ani nawet oczyszczane ponownie- Oto są cechy ostatecznego... ...Jest wiadome, że oświecenia jest zrealizowane, Przez Bodhisattwów poza-konceptualnie, Którzy są świadomi tego wszystkiego co było (poprzez siastrę) objaśniane, Jako tylko konceptualne imputacje. |

W odróżnieniu od czittamatry można wykazać, że terminologia przekazu Asangi uzupełnia madhjamakę. Dla przykładu (1) aspekt wyobrażony odpowiada temu jak konwencjonalnie jakiekolwiek zjawiska wyodrębniane są jako istniejące niezależne tylko konceptualnie wykazując na niewystarczalność wszelkich konceptualnych założeń na temat zjawisk i że pełne zrozumienie zjawisk, tj. siunjata, możliwe jest tylko poza konceptualnymi wytworami. (2) aspekt zależny tłumaczy podobnie, że zjawiska jednak konwencjonalnie wydają się przejawiać, pomimo że na poziomie ostatecznego wglądu nigdy nie powstały i nigdy nie znikną, np. z powodu nieskończonej ilości niezbędnych do tego przyczyn i warunków. (3) aspekt doskonale obecny tłumaczy podobnie mądrość jak w madhjamace.
Kamalaśila (madhjamika z Instytutu Nalanda, 713–763 r. n.e.) w „Etapach medytacji” również podkreśla, że to poza-konceptualna mądrość posiadająca przejrzystą obecność bez dualistycznego rozróżniania pomiędzy doświadczanymi zjawiskami a doświadczającym, w przeciwieństwie do stanu umysłu gdzie jest brak mentalnych aktywności, jak np. w czasie omdlenia. Mądrość ta pozostaje poza wszelkimi odniesieniami pochodzącymi z analiz nie dając żadnej podstawy by potrzebne było kontynuować praktykę. Dowodzenie, że to aspekt doskonale obecny jako absolutnie istniejący, wrodzony sam z siebie, jest tylko konceptualnym wytworem aspektu wyobrażonego.
Przekaz Nagardżuny o „Środkowej Ścieżce” to podejście przybliżające ku tej mądrości przez wyeliminowanie wszystkiego tego, co nią nie jest, tzn. wszystkich niewłaściwych „skrajnych” poglądów i praktyk, kierując się głównie analitycznym wnioskowaniem. Przekaz Asangi o „naturze Buddy” to podejście by opisywać mądrość, taką jaką powinna ona być, ze wszystkim jej oświeconymi cechami, pomimo że należy to doświadczyć „poza słowami” dopiero przez praktykę. Nauki owe o naturze buddy można traktować jako uzupełnienie w ramach madhjamaki, gdzie niczym jak w swatantrice realizuje się „Środkową Ścieżkę” do stanu poza wszelkimi odniesieniami pochodzącymi z analiz, tzn. do pełnego zrealizowania siunjaty, stosując stanowiska autonomiczne.
Vasubandhu w swoim dziele „Trzydziestu Strof” (sanskryt: Trimsikakarika) w strofie nr 23 podsumowuje:
| Opierając się na trzech rodzajach braku natury Odnośnie trzech rodzajów aspektów, Naucza się, że wszystkie zjawiska Są pozbawione natury. |

Oparte to jest na sutrze Buddy zwanej „Sutrą Odsłaniającą Intencje”:
| Rozpatrując potrójny brak natury Umysłu – brak natury odnośnie charakterystyk, brak natury odnośnie przejawiania, i brak natury odnośnie ostatecznego braku natury – Nauczam, „Wszelkie zjawiska są pozbawione natury”. |

Obecnie w buddyzmie tybetańskim można dowieść, że ujmowanie nauk o naturze buddy jako tylko czittamatrę jest ustanawiane w celu wysunięcie prymatu madhjamaki. Współczesny badacz madhjamaki Karl Brunnhölzl opisuje, że choć oryginalny przekaz nauk o naturze buddy i madhjamaka „Środkowa Ścieżka” zawsze się uzupełniały, to w Tybecie często nauki o naturze buddy były marginalizowane i przeinaczane. W Indiach wielokrotnie łączono „poza skrajnościami” nauki Nagardżuny „Środkowej Ścieżki” z przekazem Asangi w wielu systemach, np. Śāntarakṣita (ok. VIII w n.e.) z indyjskiego centrum Nalanda nauczał jogaczara-swatantrika-madhjamaki w celu doprowadzenia do zrozumienia poziomu ostatecznego poprzez jogaczarę na sposób stanowisk swatantriki.
W Tybecie m.in. po dokonaniu syntezy przez Tsongkhapę (1357–1419 r. n.e.) wiele dzieł jogaczary zmarginalizowano do ujęcia „tylko umysłu”, czyli czittamatry, na rzecz studiów prasangiki, jako najbardziej precyzyjnej doktryny buddyjskiej. Tsongkhapa wykazał używając terminologii madhjamaki, że np. samoświadomy i samorozświetlający się umysł wolny od dualizmu postrzegającego i postrzeganego aspektu doświadczania ostatecznie nie posiada sam w sobie żadnej inherentnej, niezależnej egzystencji.
Podobnie było w próbach całkowitego łączenia dwóch wielkich przekazów w jedną całość pomimo ich wyjątkowości i różnorodności terminologii. Przykładem jest nowy tybetański system szentong utworzony przez Dolpopa Sherab Gyaltsen (1292–1361 r. n.e.). Dolpopa znany krytyki prasangiki, jeśli chodzi o jej nie wystarczalność w analizie poziomu ostatecznego, dostosował nauki o naturze buddy do madhjamaki tworząc podział pomiędzy rangtong i szentong. Więcej czytaj Szentong#Krytyka szentong.

## Realizacja stanu Buddy według jogaczary
Stan oświecenia Buddy w mahajanie to trzy ciała Buddy. Jogaczara wyodrębnia (1) aspekt wyobrażony – odnoszący się do stanów konceptualnych przypisywanych na dualistyczne postrzeganie subiekt-obiekt, (2) aspekt zależny – odnoszący się do dualistycznych stanów subiekt-obiekt, (3) aspekt doskonale obecny – odnoszący do natury buddy poza wszelkimi stanami dualistycznymi i konceptualnymi. Aspekty wyobrażony i zależny odnoszą się do poziomu konwencjonalnego. Aspekt doskonale obecny odnosi się do poziomu ostatecznego.
Poziom konwencjonalny to umysł, który dzieli się na osiem świadomości: sześć świadomości zmysłów (tj. widzenia, słyszenia, smakowania, wąchania, dotykania i myślenia), świadomość bezpośrednia kleśa, świadomość alajawidżniana wszechpodstawy. Poziom ostateczny, poza tym umysłem, należy natomiast zrealizować jako trzy ciała Buddy, w miarę tego jak stopniowo będzie się przekraczać osiem świadomości na odpowiadające temu trzy kaje (tłum. ciała) Buddy.
Tradycyjnie proces ten opisany jest przykładem leczenia katarakty (alegorią do niewiedzy):
| Aspekt wyobrażony (1) jest niczym konceptualne przekonania pacjenta, że omamy spowodowane kataraktą to różne widziane obiekty, np. opadające włosy. Aspekt zależny (2) to niczym stan samego procesu subiektywnego widzenia przez pacjenta tych omamów. Aspekt doskonale obecny (3) jest niczym stan pacjenta po jego wyleczeniu, w którym nie ma żadnych koncepcji na temat opadających włosów dlatego, że proces widzenia omamów już się nie wydarza. W tym stanie po uzdrowieniu, nie będzie natomiast już żadnych punktów odniesienia czy dualistycznych podziałów. Żadnej niewiedzy. Kompletnie żadnych podziałów pomiędzy dharmadhatu Buddy i dharmadhatu pacjenta. Inaczej mówiąc będą to trzy ciała Buddy. Proces leczenia zdawał się wcześniej być, niczym tylko zręczna iluzja (sansary). Koniecznym było radzić pacjentowi, że opadające włosy są i należy je mu usunąć. |

Trzy aspekty nie są trzema oddzielnymi ontologicznymi „bytami”. Nie jest tak, że wyjmując aspekt wyobrażony (1) od aspektu zależnego (2) docieramy do aspektu doskonale obecnego (3), tak jak zarzuca się doktrynie czittamatry.
Jogaczara naucza o aspekcie zależnym jako dynamicznym procesie porzucania iluzji jedynie. Ma to status soteriologiczny: Aspekt zależny (2) odpowiedzialny jest za kontynuację doświadczania, które z nieoczyszczonego od aspektu wyobrażonego dociera do aspektu doskonale obecnego poza wszelką iluzją. Od początku tego procesu coraz bardziej jest się obecnym swojej prawdziwej natury, natury Buddy.
| Siunjata (brak tożsamości „ja” i zjawisk) jest po prostu innym określeniem podejścia do procesu leczenia naszych subiektywnych odniesień do wyobrażonych tożsamości. Tak długo jak jest błędne widzenie obiektów, również jest i subiektywny proces. Poprzez zrealizowanie, że obiekty są wyobrażone, subiektywny proces naturalnie ustaje. Z drugiej strony, jeśli obiekty miały by naprawdę istnieć, nie możliwym by było ich usunięcie. |

Trzeci karmapa Rangdziung Dordże (1284–1339) uzupełnia to używając traktatu „Pochwała dharmadhatu” (sanskryt. Dharmadhātustava) autorstwa Nagardżuny:
| Takowoż, kiedy wszelkie tymczasowe zasłony (niewiedzy) – ściślej definiując my sami jako „czujące istoty” – będą nieobecne. Będzie tylko kwestią zbyteczną czy „nasze” dharmadhatu (natura buddy) i „cała reszta” dharmadhatu (natura buddy wszystkich buddów) są tym samym czy się różnią. To co nazywane jest „czująca istotą” jest niczym innym, jak tym właśnie błędem, co czyni takie rozróżnienia. |

Innymi słowy oznacza to, że natura Buddy ze wszystkimi doskonałymi cechami jest wrodzona naturalnie wszystkim „czującym istotom”. Główny traktat jogaczary o naturze Buddy, „Mahayana Uttaratantra Shastra”, opisuje to następująco:
| Doskonała kaja Buddy (sanskryt buddhakaya) jest wszystko obejmująca. (Owa) Takość jest poza wszelkimi podziałami. Wszystkie czujące istoty mają tę sposobność. Ponieważ one mają zawsze naturę Buddy. Budda powiedział: wszystkie istoty mają naturę Buddy „ze względu na obecność mądrości zawsze wrodzonej czującym istotom, ze względu na niesplamioną naturę poza dualizmem (subiekt-obiekt), ze względu na rezultat stanu Buddy” |

## Teorie jogaczary a obecne nurty buddyzmu
Nauki jogaczary miały wpływ na późniejszy rozkwit wielu obecnie popularnych tradycji mahajany. Szczególnie chodzi tu nauki o naturze Buddy ze wszystkimi doskonałymi cechami jako „wrodzonej naturalnie wszystkim czującym istotom” do której ma się dostęp „od samego początku praktyki” ponieważ „aspekt zależny (2)” odpowiedzialny jest za kontynuację realizacji „trzech ciał Buddy”.
Przykładem są nauki zenu, „mahamudry esencji”, dzogczen do których podchodzi się tendencyjnie niczym jak do czittamatry.
Zarzuca się im subityzm – termin określający oświecenie (samourzeczywistnienie, samorealizację) w sposób nagły. W ten sposób próbuje się odróżnić te tradycje od innych, którym zarzuca się gradualizm, np. od tantr jogi najwyższej, czy od praktyk mahajany „sześciu wyzwalających aktywności” (sanskryt pāramitā). Ponadto zarzuca się nihilizm argumentując, że promują np. „bezwysiłkowe” oświecenie, tzw. „samowyzwolenie”, bez potrzeby stosowania się do zasad etycznych czy innych przygotowań.
Tymczasem np. dzogczen często jest zwany „ścieżką samowyzwolenia” (Wylie. rang grol lam), gdyż podobnie jak „aspekt zależny (2)” jogaczary naucza on, że „od samego początku praktyki” ma się dostęp do rigpy, kontynuując praktykę aż do stanu pełnej realizacji „trzech ciał Buddy”.
Pewne podobieństwo do terminu natura Buddy wykazuje termin Przejrzyste Światło w tantrach jogi najwyższej i rigpa w dzogczen. Ze względu na owe domniemane podobieństwo zarzuca się im, że promują filozofię ostatecznego istnienia „tylko Umysłu” niczym czittamatra. Inaczej ujmując zarzuca się im eternalizm, a nawet próbuje się je zrównać z niektórymi nurtami hinduizmu, np. advaita.
Tymczasem Przejrzyste Światło i rigpa, podobnie jak w jogaczarze, nauczane są w celu zrealizowania wykraczającego poza dualizm „subiekt-obiekt”, a nie jako jakieś ontologiczne „byty”.

## Literatura
- Jarosław Zapart, Tathagatagarbha. U źródeł koncepcji natury buddy, Wydawnictwo Uniwersytetu Jagiellońskiego, 2017, ISBN 978-83-233-4342-4.
- Khenpo Tsutrim Gyamtso Rinpocze, Stopnie Medytacji Pustki, Marpa Translation Committee, Szczecin 1997